# ENnie Awards
Gli ENnie Awards (precedentemente Gen Con EN World RPG Awards) sono un premio annuale nato nel 2001 e assegnato dai fan ai giochi di ruolo e ai loro editori. Dal 2002 il premio è assegnato durante la convention Gen Con. Il nome del premio deriva dal sito web EN World che ha ospitato e organizzato il premio dal suo concepimento sino al 2018 e che è ancora proprietario del nome, nonostante la manifestazione non sia più a essa riconducibile. Gli ENnie furono creati da Russ Morrissey e Eric Noah, col primo che ne è stato responsabile sino al 2018.
Inizialmente focalizzati sui prodotti e sugli editori legati al d20 System, gli ENnie hanno progressivamente incluso tutte le altre forme di giochi di ruolo carta e penna.
La manifestazione ha avuto diverse sponsorizzazione a partire dal 2007, anno in cui furono sponsorizzati dalla Your Games Now. Nel 2008, lo sponsor è stato Avata Art, mentre dal 2010 al 2012 la Indie Press Revolution e il sito DriveThruRPG, che dal 2013 al 2016  è stato unico sponsor dell'evento. Nel 2017 Lone Wolf Company ha sostituito DriveThruRPG. Nel 2015, le medaglie di premiazione sono state realizzate dall'azienda di accessori per giochi da tavolo Campaign Coins, che è anche unico sponsor dell'edizione 2019.
Gli ENnies sono divisi in diverse fasi: nella prima, gli editori iscrivono i loro prodotti a una giuria composta da giudici democraticamente eletti per un mandato di cinque anni; quindi, la giuria sceglie fra questi cinque finalisti per ogni categoria, ad eccezione della "Product of the Year" (con dieci candidati) e della "Fan's Favourite Publisher" (duecentoquarantaquattro candidati nel 2019); il pubblico, poi, vota i prodotti selezionati attribuendo loro un voto da 1 a 5 (o 10). Infine, I risultati sono resi pubblici in diretta durante la premiazione al Gen Con.

## Categorie
Al 2019 le categorie sono le seguenti ventiquattro:
- Judges’ Spotlight Winners
- Best Adventure ("Miglior avventura")
- Best Aid/Accessory – Digital ("Miglior aiuto/accessorio - digitale")
- Best Aid/Accessory – Non-Digital ("Miglior aiuto/accessorio - non digitale")
- Best Art, Cover ("Miglior arte, copertina")
- Best Art, Interior ("Miglior arte, interna)")
- Best Cartography ("Migliore cartografia")
- Best Electronic Book ("Migliore libro elettronico")
- Best Family Game / Product ("Miglior gioco/prodotto di famiglia")
- Best Free Game / Product  ("Miglior gioco/prodotto gratuito")
- Best Game ("Miglior gioco")
- Best Layout and Design ("Migliore impaginazione e progetto")
- Best Monster/Adversary ("Migliore mostro/avversario")
- Best Online Content ("Migliore contenuto online")
- Best Organized Play ("Migliore gioco organizzato")
- Best Podcast ("Miglior podcast")
- Best Production Values
- Best RPG Related Product ("Migliore prodotto correlato ai giochi di ruolo")
- Best Rules ("Migliori Regole")
- Best Setting ("Migliore ambientazione")
- Best Supplement ("Migliore supplemento")
- Best Writing
- Fan's Favoutite Publisher ("Editore preferito dai fan")
- Product of the Year ("Prodotto dell'anno")